# Heidi Berger
Charlotte Heidi Corvo Berger (Monte Carlo, 4 de abril de 1997), conhecida como Heidi Berger, é uma atriz de televisão luso-austríaca.

## Biografia
Heidi Berger é filha do ex-piloto de Fórmula 1, Gerhard Berger, e da ex-modelo Ana Corvo.
Se formou no ensino médio em 2014, e estudou teatro por um ano em Londres no ano seguinte, quando então aplicou para um papel no elenco de A Única Mulher, novela do canal TVI. Após conseguir o papel, começou sua carreira em 2016, como a personagem Leonor.
Após o trabalho em A Única Mulher, atuou em outros projetos premiados para a televisão portuguesa, como 3 Mulheres e Onde Está Elisa?, sendo protagonista neste último. Depois, mudou-se para Nova Iorque apostando em carreira internacional.

## Filmografia
- 2018–2020: Onde Está Elisa? (Série de Televisão)
- 2018–2019: 3 Mulheres (Série de Televisão)
- 2018: Meiberger - Im Kopf des Täters (Série de Televisão)
- 2017: Trakehnerblut  (Série de Televisão)
- 2016–2017: A Única Mulher (Telenovela)